# IC 1873/2
IC 1873/2 је галаксија у сазвијежђу Кит која се налази на листи објеката дубоког неба у Индекс каталогу.
Деклинација објекта је + 9° 36' 37" а ректасцензија 3h 3m 52,4s. Привидна величина (магнитуда) објекта IC 1873 износи 16,0 а фотографска магнитуда 17,0. IC 18732 је још познат и под ознакама MCG 1-8-39, CGCG 415-57, VV 383.